# Зидање Скадра
Зидање Скадра је пјесма преткосовског циклуса српске епске народне поезије. Заснована је на мотиву људске жртве.

## Вријеме и мјесто
Догађаји описани у пјесми наводно су се догодили почетком 14. вијека. Јован Томић је закључио да је пјесма настала у околини града Скадра, као што је сјеверна Албанија, Црна Гора или југозападна Херцеговина гдје је традиција породице Мрњавчевић била веома јака. Његов закључак су касније подржали и други научници. Војска коју су предводили краљ Вукашин Мрњавчевић и његов син Марко Мрњавчевић дошла је до Скадра у јуну 1371, али када су сазнали да велика османска војска напредује са истока кренули су на исток да се припреме за битку на Марици.
Исти мотив је описан поезији насталој на другим језицима. Српска верзија се сматра главном јужнословенском верзијом. Она је и једина верзија која постоји у облику епске пјесме, док су мађарска, румунска и бугарска верзија баладе. Српска верзија пјесме коју је забиљежио Вук Стефановић Караџић је најстарија забиљежена верзија легенде и прва која је стекла књижевну славу.

## Објављивање и прве реакције
Ова пјесма је први пут објављена 1815. године по верзији коју је забиљежио Вук Стефановић Караџић слушајући пјевање херцеговачког приповједача Старца Рашка из Колашина, који је у почетку буне на дахије пребегао у Србији и настанио се у селу Сабанти, близу Крагујевца. Вук је копију своје збирке народних пјесма 1824. године послао Јакобу Гриму, који је био посебно занесен „Зидањем Скадра”. Грим је пјесму превео на њемачки језик и додао да је „једна од најдирљивијих пјесама свих народа и свих времена”. Јохан Волфганг Гете је такође објавио њемачки превод, али није дијелио Гримово мишљење јер је мислио да је дух пјесме „сујевјерно варварски”.

## Радња
Пјесма описује како три брата Мрњавчевића (Вукашин, Угљеша и Гојко) граде Скадар на ријеци Бојани. Гојко је приморан да живу зазида своју младу жену у зидине тврђаве као жртву коју тражи вила. Према Вуку Стефановићу Караџићу, у то вријеме постојало вјеровање да је било немогуће изградити велику грађевину без људске жртве. Вук тврди да су људи избјегавали градилишта, јер су плашили да њихова сијенка може бити зазидана и да ће тада умријети без ње. То вјеровање је у забаченим селима постојало и 1930-тих.